# Sifon
Sifon (grčki σίφων: cijev) je zakrivljen ili posebno oblikovan dio cijevi, kanala, sanitarnoga uređaja ili slično, kojemu je jedan dio uvijek potopljen u vodu. Kao dio kućne i javne kanalizacijske mreže, potopljenim dijelom sprječava širenje kanalskih plinova iz mreže. Naime, u koljenu cijevi nakon ispiranja ostaje čista voda, koja prema načelu spojenih posuda čini vodeni zapor koji priječi izlazak plinova nastalih truljenjem organskih tvari iz odvodnoga kanala. Svi kućni sanitarni uređaji, to jest kade, zahodske školjke, umivaonici i slično, imaju takav dio. Sifon je i veći, građevinski dio namijenjen provođenju kanalizacijske vode ili vode vodotoka ispod prometnice, cjevovoda, vodotoka ili druge prepreke. Sastoji se od ulaznoga i izlaznoga okna i sifonske cijevi. Voda koja kanalima ili koritima teče slobodno (gravitacijski), u sifonu prelazi u način tečenja pod tlakom. Kako je dno sifonske cijevi niže od dna kanala, u cijevi se taloži mulj ili drugi nanosi. Time se smanjuje protočni kapacitet, pa ju je potrebno čistiti. Prirodno oblikovan, potopljeni dio podzemnih jama i špilja slična oblika, također se naziva sifonom.